# Amok
Amok (malajski meng-âmok ‚ u slijepom bijesu napadati i ubiti‘), značenje: "lud s nekontroliranim bijesom" je termin koji opisuje psihičko stanje pri kojemu pojedinac zbog bijesa, nezadovoljstva ili ogorčenja nekontrolirano ubija ljude oko sebe.
Sindrom "Amok" nalazi se u Dijagnostičkom i statističkom priručniku za mentalne poremećaje.
Fraza se često koristi i kod manje ozbiljnog ponašanja s ciljem da se nekome skrene pažnja na nekontrolirano ponašanje koje ima značajne posljedice. Takva uporaba ne podrazumijeva ubijanje, a osjećaji (npr. bijes, strah, uzbuđenje) mogu biti izuzeti iz značenja.